# کوه سراج‌الدین
سراج‌الدین، نام یک کوه در ۲۴ کیلومتری جنوب‌شرقی شهر سنندج است. این کوه در جنوب‌شرقی روستای نران واقع شده و ۲۸۳۶ متر ارتفاع دارد. کوه سراج‌الدین از جنوب به کوه‌های معارف و از شمال به کوه کانی شیخه متصل می‌شود و جزو کوهستان زاگرس است. رودخانه‌های چم نران و چم امیرآباد از این کوه سرچشمه می‌گیرند.